# Филмска музика
Иако неупадљива, музика на филму веома снажно делује на свест и осећања публике. Она може да спаја или да раздваја целине, да враћа у прошлост, да објасни израз на глумчевом лицу, да успори или убрза ток радње, да додели драмским ситуацијама трагично, комично или било какво друго усмерење.
Композитор је аутор филма, заједно са сценаристом и редитељем. Унутар овог тројства мора да постоји сарадња током прављења филма, а од појаве звучног филма посебно је важна између композитора и редитеља.
Можда чак највећу одговорност за музику сноси режисер, који има за обавезу да пажљиво процени и упути композитора на стварање дела које ће бити у служби веће целине, које ће створити потребну атмосферу.
Стил музике као и њен садржај зависе од тога какве емоције режисер жели да изазове код публике. Они могу да зависе од места радње, времена, ликова, ситуација, а постижу се комбинацијом различитих инструмената, начином аранжирања и оркестрације, као и одабиром одговарајућег жанра музике.

## Филмска музика као примењена уметност

### Улога
Примарна улога музике у филму је функционална, зато што је филм као уметничко дело резултат колективног уметничког и занатског рада и њиховог хармоничног усклађивања. Дакле, код музике на филму се првенствено цени њена естетска вредност.
Да би се остварила жељена манипулација, музика на филму треба да буде неприметна и неупадљива за обичног гледаоца, треба да делује као саставни део слике.

### Манипулација
Филмови често имају одређене музичке теме за различите ликове, што потиче још од Рихарда Вагнера, где се тај појам зове лајтмотив. Тема се не мора сваки пут појавити дословно, већ у различитим варијацијама у зависности од ситуације коју треба да представе. Најбољи примери за успешну и популарну примену лајтмотива јесу филмови „Звездани ратови“ Џорџа Лукаса, где је композитор Џон Вилијамс написао чувене теме за ликове Дарт Вејдера, Лука Скајвокера и принцезе Леје, као и трилогија „Господар прстенова“ Питера Џексона за који је музику писао Хавард Шор, где се такође могу чути различите теме за главне ликове и места радње.
Још један начин манипулације публиком јесте шаблонизација музике. Наиме, ако просечан гледалац више пута чује сличну музику у различитим филмовима, он ће је перципирати као познату и увек ће имати сличне асоцијације, што произилази из природних особина звука различитих инструмената. Као што је Франсоа Порсил навео у свом делу „Présence de la musique à l’écran”, пиколо флаута је погодна за приказивање једрењака, пијаца или сеоба птица, бас кларинет за убиства, хорна за сцене лова у шуми или величанственост великих пространстава, саксофон за сцене из казина или бара, као и за булеваре у магли, хармоника за приказивање луке, морнара или париских предграђа, харфа за кишу и пљускове, виолина за састанак љубавника, виолончело за дубока размишљања, сањарења, месечине, замишљања, контрабас за драматизацију радње, а пицикато техником за полицијске трилере.

### Употреба
У филмовима чија је естетика заснована на истинитости докумената, боље је избегавати музику као средство носиоца дубоког емоционалног утицаја.
Лоша употреба музике је када се користи из нужде, на пример због неизражајне глуме, када представља неку врсту помоћи и када исправља грешку која је учињена у глуми или режији.
Најчешће, код дијалога, посебно ако су приказани у америкен плану, где је људска фигура у кадру приказана до колена, музика је сувишна, док, са друге стране, крупни планови где је у кадру човекова глава са делом рамена и велики тотали где су објекти веома далеко од камере, захтевају одређено емотивно усмерење које се најбоље постиже музиком.
Радећи на музици за филм „Александар Невски“ Сергеја Ејзенштејна из 1938. године, композитор Сергеј Прокофјев је схватио да се аутентична средњовековна музика не би уклопила у радњу филма која се одвија баш у то време, тако да је он написао оригиналну музику која је одисала жељеном атмосфером. Сличан принцип је коришћен и у другим, најчешће историјским филмовима као што је „Клеопатра“ Џозефа Манкијевица из 1963. године, за који је музику писао Алекс Норт, а у Југославији „Време чуда“ Горана Паскаљевића из 1989. године, где би одговарајућа музика требало да се везује за појаву фресака.
У филмовима чија је естетика заснована на истинитости докумената, боље је избегавати музику као средство носиоца дубоког емоционалног утицаја.

### Архивска музика
Музика у филму може бити наменски компонована посебно за тај филм, а може бити и већ постојећа, односно архивска. Свако прилагођавање већ постојеће музике, другачије аранжирање или другачији састави оркестра третирају се као оригинално компонована музика. За музику преузету из опуса неког композитора, има много примера: Шубертову „Недовршену симфонију“ користио је Луис Буњуел у филму „Златно доба“ из 1930. године. Музика Јохана Себастијана Баха нашла се у филмовима „Марсељеза“ Жана Реноара из 1938., „Орфејев тестамент“ Жана Коктоа из 1950., „Прелаз преко Рајне“ Андреа Кајата из 1960., „Персона и тишина“ Ингмара Бергама из 1966. године и у многим другим филмским остварењима. Чарли Чаплин се у филму „Диктатор“ из 1940. године определио за увертиру из Вагнерове опере „Лоенгрин“. У филму „Златне кочије“ Жана Реноара користе се Вивалдијева „Годишња доба“, а Албинонијев „Адађо“ може се чути у „Процесу“ Орсона Велса из 1962. Росинијева музика из опере „Севиљски берберин“ коришћена је у Фелинијевом „Осам и по“ из 1963., а Моцартова музика коришћена је у филму „Амадеус“ Милоша Формана из 1984. године, Малерова у истоименом филму Кена Расела из 1974. године, Вагнерова у филму Френсиса Форда Кополе „Апокалипса сада“ из 1979. године, Шопенова музика у биографским филмовима „Шопен“ Кена Расела и „Емпромпти“ Џејмса Лапина, затим арија „O mio babbino caro“ из опере „Ђани Скики“ Ђакома Пучинија, као и Бетовенова музика у филму „Соба с погледом“ Џејмса Ајворија из 1985. године, комад „Месечина“ из „Бергамске свите“ Клода Дебисија у филму „Френки и Џони“ Герија Маршала из 1991. године. У последњих неколико година, примери могу бити неки од филмова који су награђени Оскаром: „Краљев говор“ Тома Хупера из 2010. године где се у једној од последњих сцена веома ефектно користи Бетовенов други став „Седме симфоније“, као и „Дрво живота“ Теренса Малика из 2011. године, у ком се користе многа дела класичне музике, измећу осталих и Купренов рондо „Les Baricades Mistérieuses“ и „Влтава“ Бедриха Сметане.

## Поступак стварања филмске музике

### Сарадња режисера и композитора
За холивудску, а и многе друге производње филмова, посебно у скорије време, композитор најчешће почиње са радом када је процес снимања при крају, отприлике у исто време када почиње да се монтира. Режисер и композитор заједно гледају филм који није коначно измонтиран и бележе где и у ком трајању треба да постоји оригинална музика, као и у којим деловима она треба да буде специфична. Композитор тада бележи колико тачно треба да траје одређени део да би знао колико дугу партитуру треба да компонује.
У неким околностима, догоди се да композитор пише музику само на основу сценарија. Такав начин рада је веома захтеван и тежак, али ако се режисер залаже за такву политику и ако сматра да музику може да уклопи не само у једном тачно одређеном тренутку у филму, већ да постоји више могућности за то, резултат може да буде одличан.
Композитор често компонује само основне тематске материјале, а њих касније преузима и обрађује група специјализованих аранжера и прилагођава их укусу публике.
Док пише музику, композитор може да компонује на старомодни начин, уз помоћ оловке и хартије, а режисеру представља свој рад на клавиру, пре коначне оркестрације, а може, како је данас све чешће случај, компоновати користећи посебне софтвере рачунарске технологије. Композитор може имати од две недеље до три месеца времена да заврши свој посао, а у просеку има шест недеља.
Када је потребно, режисер може да затражи од композитора да напише музику и пре самог снимања, зато што му је та музика потребна, на пример, за снимање сцена плеса или може да користи привремену музику за потребе снимања, која већ постоји и за коју режисер сматра да карактерно одговара тој сцени, да би је после заменио оригиналном, која ће бити спремна за коришћење нешто касније.

## Неми филм

### Настанак
У историји филма, па и филмске музике постоје две јасно одвојене епохе: епоха немог и епоха звучног филма.
Филмска музика, као посебна музичка врста, настала је као последица постанка и развоја филмске уметности. Један од првих разлога за настанак ове нове музичке врсте јесте био технички проблем. Наиме, апарати за пројектовање филма су били превише бучни. Ако би се филм гледао у тишини, шум тих апарата би ометао публику и одвраћао пажњу од самог филма. Решење је било да се шум прекрије музиком. Такође, филм је на свом почетку био нем, па је требало смањити неприродност слике без звука. Од појаве филма, 1895. године, па све до појаве звучног филма, 1927. године, музика која је пратила филм изводила се посебно због немогућности снимања звука на филмску траку.
У почетку, оркестри су били ти који су пратили покретне слике. Међутим, често се догађало да та оркестарска музика није била усклађена са радњом филма, па је оркестар убрзо био замењен клавирском пратњом. Можда је најзначајнији тренутак за постанак филмске музике био управо онај када су вешти пијанисти својом импровизацијом допринели томе да музика карактерно прати радњу филма. Понекад је поред пијанисте била још једна особа која је уз помоћ импровизованих ударачких инструмената и справа за произвођење различитих звучних ефеката учествовала у звучном обогаћењу филма. Неки већи биоскопи, посебно у већим градовима, имали су своје оркестре који су свирали одломке из популарних опера, оперета и дела забавне, народне и плесне музике, који нису нужно пратили радњу филма, тако да је опредељење неких композитора да праве музику само за филм био велики помак у историји филмске музике. Они још увек нису компоновали музику за само један одређени филм, већ су правили збирке музичких одломака различитих карактера, прилагођеним за различите ситуације и сцене филма. Ти одломци су имали програмске називе, као што су: драмска, лирска, идилична, ведра, неутрална, музика за сцене прогона, бежања, месечине, буре итд.

## Звучни филм

### Појава звука на филму
Појавом звучног филма није се само музика попела на вишу лествицу, већ су то били остали елементи звука на филму: говор и шумови пропраћени звучним ефектима. Звучни филм и данас не може без ових елемената при чему је од велике важности хармонично усклађивање свих ових елемената у служби филма.
Основна улога музике у немом филму је била илустративне природе, као и замена за звучне ефекте. Међутим, кратке сцене немих филмова нису дозвољавале већи развој филмске музике. У немом филму, није било паузе за музику, зато што када би дошло до ње, гледаоци би приметили „звучну рупу“ и доживели би непријатно осећање. Када је филм постао звучни, односно озвучен још у току производње, а не тек у току пројекције, дошло је и до промена у музици. Она сада више није била сама, већ је делила звучни простор са говором и шумовима.
Међу композиторима који су радили на филмовима на почетку појаве звучног филма значајни су Дмитри Шостакович, Сергеј Прокофјев, који је најчешће сарађивао са редитељем Сергејом Ејзенштејном, затим Курт Вајл и Даријус Мијо који је компоновао музику за филм „Мадам Бовари“ Жана Реноара из 1934. године.
Појавом звучног филма, режисер Фриц Ланг је ретко користио музику у својим филмовима. Са изузетком филмова „Др Мабузе, коцкар“ из 1922. године, који је садржао оригиналну музику Ханса Ердмана, али која се чула само на самом почетку и крају филма и „Убица М“ из 1931. године, где један од ликова звижди мелодију из свите „Пер Гинт“ Едварда Грига, Лангови звучни филмови су окарактерисани потпуним недостатком музике.

### Савремени филм
Од композитора филмске музике новије генерације, мора се истаћи Ханс Цимер. Он је немачки композитор за кога је карактеристично комбиновање електронске музике са могућностима симфонијског оркестра. Најпознатији филмови на којима је он радио су: „Кишни човек” Берија Левинсона из 1988. године, „Возећи госпођицу Дејзи“ Бруса Бересфорда из 1989, „Птица на жици“ Џона Бадама из 1990, „Телма и Луиз“ из 1991. и „Гладијатор“ из 2000. Ридлија Скота, „Права Романса“ Тонија Скота из 1993., „Краљ лавова“ Роџера Алерса и Роба Минкофа из 1994. за који је такође компоновао и чувену песму „Circle of Life“, затим „Добро да боље не може бити“ Џејмса Л. Брукса из 1997, „Последњи самурај“ Едварда Цвика из 2003, „Мадагаскар“ Ерика Дарнела и Тома Мек Грата из 2005., 2008. и 2012. године, „Бетмен“ Кристофера Нолана из 2005, 2008. и 2012, „Да Винчијев код“ Рона Ховарда из 2006, „Пирати са Кариба“ Гора Вербинског из 2006. и 2007, као и Роба Маршала из 2011, „Кунг фу панда“ Марка Осборна и Џона Стивенсона из 2008. и Џенифер Јухе из 2011, „Почетак“ Кристофера Нолана из 2010. и „Дванаест година ропства“ Стива Мек Квина из 2013.
Веома популарне теме из филмова Стивена Спилберга су „Е. Т. ванземаљац“ из 1982, „Ајкула“ из 1975, „Индијана Џоунс“, „Шиндлерова листа“ из 1993. године, „Супермен“ Ричарда Донера из 1978., „Хари Потер“ Криса Колумбуса, дела су Џона Вилијамса. Он је такође компоновао музику за Ратове звезда.
Амерички композитор Дени Елфман, такође је заслужан за музику многих филмова у последњих неколико деценија. Он је највише сарађивао са режисером Тимом Бартоном, на филмовима као што су: „Бетмен“ из 1989., „Едвард Маказоруки“ из 1990., „Повратак Бетмена“ из 1992., „Ноћна мора пре Божића“ из 1993., „Марс напада“ из 1996., „Успавана долина“ из 1999., „Планета мајмуна“ из 2001., „Крупна риба“ из 2003., „Чарли и фабрика чоколаде“ и „Мртва невеста“ из 2005., „Алиса у земљи чуда“ из 2010.